# Teokryt
Teokryt (gr. Θεόκριτος Theokritos, około 310 p.n.e. – około 250 p.n.e.) – grecki poeta z Syrakuz, uważany za twórcę sielanki. Przebywał w Aleksandrii na dworze Ptolemeusza II Filadelfosa.
Część utworów Teokryta zachowała się do dzisiejszych czasów; prawdopodobnie nie wszystkie są autentyczne. Do najważniejszych należy zbiór sielanek, który Teokryt zatytułował Idyllami (tj. scenkami rodzajowymi), które obok utworów przedstawiających obrazki pasterskie zawierają także wiersze innego rodzaju: mimy (sceny miejskie), enkomia (panegiryki na cześć m.in. Ptolemeusza), hymn na cześć Dioskurów, epyllion pt. Mały Herakles, a także różne drobne utwory okolicznościowe. Z pewnością najważniejszy wpływ wywarły jego utwory sielankowe, nawiązujące do ludowych pieśni pasterskich (bukolik). Dotyczą one nierzadko miłosnych tęsknot bohaterów, którzy w wolnym od pracy czasie oddają się śpiewaniu pieśni. Takie ujęcie to po części wynik powstania w czasach Teokryta kultury wielkomiejskiej, która skłoniła go do poszukiwania przestrzeni alternatywnych dla miejskiego zgiełku. Odnalazł taką na ojczystej Sycylii, gdzie rozgrywa się akcja właściwych sielanek poety. Mimo to nie idealizuje on zanadto pasterskiego życia, uprawia – w odróżnieniu do jego rzymskiego następcy – sielankę realistyczną, którą na grunt polski przeniósł Szymon Szymonowic.
W Rzymie najsławniejszym naśladowcą i kontynuatorem poezji Teokryta był Wergiliusz.